# امت (شهر)
امت (به ترکی استانبولی: Emet) شهری است در کشور ترکیه که در استان کوتاهیه واقع شده‌است. جمعیت این شهر بر اساس سرشماری سال ۲۰۰۸ میلادی ۱۰٬۵۰۲ نفر و بر اساس برآوردهای سال ۲۰۰۹ میلادی ۱۰٬۸۰۶ نفر می‌باشد.